# Халдийская, Херианская и Керасундская митрополия
Халди́йская, Хериа́нская и Керасу́ндская митрополия (греч. Μητρόπολη Χαλδίας, Χεροιάνων και Κερασούντος, тур. Gümüşhane, Şiran ve Giresun Metropolitliği) — историческая митрополия Константинопольской православной церкви на территории Турции. Епархиальный центр — Аргируполис (ныне Гюмюшхане). Название митрополии происходит от греческих названий исторической области Халдия и городов Хериана (ныне Ширан) и Керасунт (ныне Гиресун).
Митрополия охватывала территории частей провинций Гюмюшхане и Гиресун. Граничит на севере и востоке с Трапезундской и Родопольской митрополиями, на юге и западе — с Колонийской, на Западе — с Неокесарийской митрополиями. На востоке также граничит с Феодосиопольской митрополией Антиохийской православной церкви.
Правящий архиерей имеет титул «митрополит Халдийский, Херианский и Керасунтский, ипертым и экзарх Еленопонта».

## История
Аргируполис (в переводе «Серебряный город») был основан около 700 года до н. э. от ионийскими колонистами из Тира, которые нашли серебро в этом районе. Около 840 года в районе была сформирована византийская фема Халдия. Район изначально являлся частью Неокесарийской митрополии до 840 года, когда была создана Трапезундская митрополия, куда Халдийская кафедра вошла как подчинённая епископия. В 1624—1653 годах Халдийская епископия была повышена до статуса архиепископии, а в июле 1767 года она стала митрополией и стала называться Халдийская и Херианская с административным центром в Аргируполе.
XVIII век был временем большого развития Халдийской митрополии. Митрополит Халдийский считался «архиереем металлургов» (Αρχιερέας των Μεταλλουργών) и имел под своей духовной юрисдикцией все металлургические сообщества, основанные в Понте и Малой Азии как колонии Халдии. Таким образом, части других провинций церковно принадлежали Халдийской метрополии, потому что в них находились колонии халдийских металлургов. Такие общины были сначала созданы в районах Триполи (Ирсаил и Эсели Маден), Керасунта, Котиоры, Фатсы, а затем Севастии, Эрзурума (Халва Маден), Анкары (Ак-Даг), Каппадокии, Месопотамии. Такие поселения встречались до границ с Грузией и Арменией. Это развитие было также подтверждено титулом митрополита как «ипертима и экзарха всего Эленопонта» (υπέρτιμου και έξαρχου παντός Ελενοπόντου). Под юрисдикцией Халдийского митрополита находилось 197 450 христиан, 450 священнослужителей, 324 церквей и 392 часовен. Трехэтажное здание епархии в Аргируполи было построено под председательством Гервасия (Сумелидиса) и было завершено в 1886 году.
12 декабря 1913 года к Халдийской митрополии присоединена часть Трапезундской митрополии с городом Керасунт, после чего название изменено на современное. Христианское население этой территории было выселено в 1923 году. Сейчас на территории митрополии православных приходов нет.

## Правящие архиереи
- Макарий (упом. 1520)
- Даниил (упом. 1560)
- Феолипт (упом. 1610 — упом. 1624)
- Сильвестр I (упом. 1624—1653)
- Евфимий (1653 — после 1660)
- Герман (упом. 1667)
- Григорий I (до 1680—1683)
- Григорий II (1684—1694)
- Филофей (1694—1717)
- Игнатий I (1717—1734)
- Игнатий II (1734—1749)
- Паисий (1749 — после 1755)
- Дионисий (Кузанос) (1757—1783)
- Феофан (Зографандис) (1783—1790)
- Софроний (Лазаридис) (ноябрь 1790 — 13 ноября 1818)
- Сильвестр II (Лазаридис) (январь 1819 — 6 август 1830)
- Феофил (Папагеоргиу) (сентябрь 1830 — 17 февраля 1864)
- Гервасий (Сумелидис)[болг.] (14 июля 1864 — 1 мая 1905)
- Лаврентий (Пападопулос)[болг.] (1 мая 1905 — 25 октября 1922)
- Василий (Комвопулос) (25 октября 1922 — 10 мая 1924, 19 июня — 2 октября 1930)
- Кирилл (Аксиотис) (10 октября 1943 — 1 мая 1991)
- Спиридон (Папагеоргиу) (19 августа 1999 — 4 сентября 2000)